# 吕加松
吕加松（法語：Lugasson，法語發音：[lyɡasɔ̃]）是法国吉伦特省的一个市镇，属于朗贡区。

## 地理
吕加松（44°45'4"N, 0°9'37"W）面积6.32 平方千米，位于法国新阿基坦大区吉倫特省，该省份为法国西南部沿海省份，是法國本土面积最大的省，北起滨海夏朗德省，西临大西洋，南至朗德省，东南接洛特-加龍省，东临多爾多涅省。
与吕加松接壤的市镇（或旧市镇、城区）包括：瑞加藏、贝勒丰、布拉西蒙、塞萨克、库尔皮亚克、弗龙特纳克。

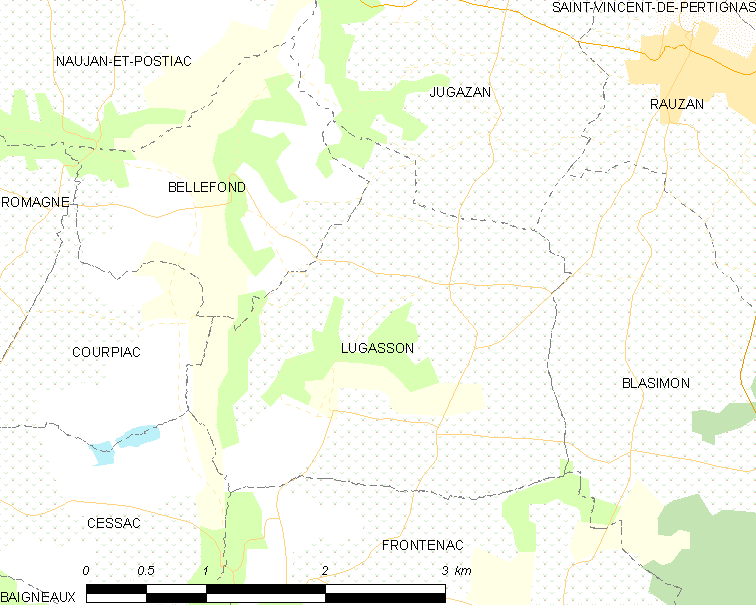
吕加松的OSM定位图

吕加松的时区为UTC+01:00、UTC+02:00（夏令时）。

## 行政
吕加松的邮政编码为33760，INSEE市镇编码为33258。

## 政治
吕加松所属的省级选区为海间县。

## 人口

1962-2008年间吕加松人口变化图示

吕加松于2022年1月1日时的人口数量为319人。